# 1896년 하계 올림픽 육상 남자 100m
1896년 하계 올림픽 육상 남자 100m는 그리스 아테네에서 개최된 1896년 하계 올림픽 육상의 세부 종목이다. 8개국에서 10명의 선수가 참가하여, 파나티나이코 경기장에서 1896년 4월 6일에 예선 경기를 하고 10일에 결승 경기를 진행하였다.

## 경기장
| 도시   | 경기장              | 원어명             | 로마자명            |
| ------ | ------------------- | ------------------ | ------------------- |
| 아테네 | 파나티나이코 경기장 | Παναθηναϊκό Στάδιο | Panathenaic Stadium |

## 경기 결과

### 예선
1896년 하계 올림픽 육상 남자 100m 예선 경기는 4월 6일에 진행되었다. 각 조 2위까지의 선수가 결승에 진출하였다.

#### 1조
| 순위 | 선수                  | 기록 |
| ---- | --------------------- | ---- |
| 1    | 프랜시스 레인 (USA)   | 12.2 |
| 2    | 소코리 알라요스 (HUN) | 12.8 |
| 3    | 찰스 그멜린 (GBR)     | 12.9 |
| 4    | 알퐁스 그리셀 (FRA)   | 불명 |
| 5    | 쿠르트 되리 (GER)     | 불명 |

#### 2조
| 순위 | 선수                            | 기록 |
| ---- | ------------------------------- | ---- |
| 1    | 토마스 커티스 (USA)             | 12.2 |
| 2    | 알렉산드로스 칼코콘딜리스 (GRE) | 12.8 |
| 3    | 론서스턴 엘리엇 (GBR)           | 12.9 |
| 4    | 오이겐 슈미트 (DEN)             | 불명 |
| 5    | 조지 마셜 (GBR)                 | 불명 |

#### 3조
| 순위 | 선수                          | 기록 |
| ---- | ----------------------------- | ---- |
| 1    | 톰 버크 (USA)                 | 11.8 |
| 2    | 프리츠 호프만 (GER)           | 12.6 |
| 3    | 프리드리히 트라운 (GER)       | 13.5 |
| 4-5  | 게오르기오스 겐니마타스 (GRE) | 불명 |
| 4-5  | 헨릭 셰베리 (SWE)             | 불명 |

비고
1. 1 2  버크와 호프만은 단거리보다 중장거리 선수로 알려져있다. 버크의 11.8초는 올림픽 기록이 되었다.
2. ↑  순위가 명확하지 않다.

### 결선
결승 경기는 4월 10일에 진행되었다. 각 조 상위 2명씩 총 6명이 출전했지만 토마스 커티스는 110m 허들 경기 체력안배를 위해서 출전하지 않았다. 톰 버크가 12초로 1위를 했으며 같이 3조에서 뛴 호프만은 2위를, 프랜시스 레인과 소코리 알라요스는 공동 3위를 했다.
| 순위 | 선수                            | 기록 |
| ---- | ------------------------------- | ---- |
| 1    | 톰 버크 (USA)                   | 12.0 |
| 2    | 프리츠 호프만 (GER)             | 12.2 |
| 3    | 프랜시스 레인 (USA)             | 12.6 |
| 3    | 소코리 알라요스 (HUN)           | 12.6 |
| 5    | 알렉산드로스 칼코콘딜리스 (GRE) | 12.6 |
| –    | 토마스 커티스 (USA)             | DNS  |

두 선수가 3위를 차지했으며 IOC에서는 두 선수 모두에게 동메달을 수여하기로 했다.

## 메달리스트
| 종목      | 금             | 은                   | 동                       |
| --------- | -------------- | -------------------- | ------------------------ |
| 남자 100m | 톰 버크 · 미국 | 프리츠 호프만 · 독일 | 프랜시스 레인 · 미국     |
| 남자 100m | 톰 버크 · 미국 | 프리츠 호프만 · 독일 | 소코리 알라요스 · 헝가리 |

## 참고 자료
- 국제 올림픽 위원회 - 1896년 하계 올림픽 육상 경기 결과 (영어)
- Lampros, S.P.; Polites, N.G.; De Coubertin, Pierre; Philemon, P.J.; & Anninos, C. (1897). 《The Olympic Games: BC 776 – AD 1896》. Athens: Charles Beck. (Digitally available at  보관됨 2013-01-16 - 웨이백 머신)
- Mallon, Bill; & Widlund, Ture (1998). 《The 1896 Olympic Games. Results for All Competitors in All Events, with Commentary》. Jefferson: McFarland. ISBN 0-7864-0379-9. (Excerpt available at )
- Smith, Michael Llewellyn (2004). 《Olympics in Athens 1896. The Invention of the Modern Olympic Games》. London: Profile Books. ISBN 1-86197-342-X.